# 有馬朗人
有馬 朗人（ありま あきと、1930年〈昭和5年〉9月13日 - 2020年〈令和2年〉12月6日）は、日本の物理学者（原子核物理学）、俳人、政治家。位階は正三位。旭日大綬章。学位は理学博士（東京大学、1958年）。東京大学名誉教授、財団法人日本科学技術振興財団会長、科学技術館館長、武蔵学園学園長、公立大学法人静岡文化芸術大学理事長（初代）。文化勲章受章者。
国立大学協会会長（第14代）、東京大学総長（第24代）、理化学研究所理事長（第7代）、参議院議員、文部大臣（第125代）、科学技術庁長官（第58代）などを歴任した。

## 業績

### 物理学者として
主に、原子核物理学の分野で国際的に知られ、原子核構造論などで多くの業績を上げた。代表的なものに有馬・堀江理論（配位混合の理論）、相互作用するボゾン模型の提唱、クラスター模型への貢献など。
日本学士院賞、ベンジャミン・フランクリンメダルなどを受賞。
2005年の世界物理年では日本物理学会が組織した同日本委員会の委員長を務めた。
日本エネルギー会議の発起人の一人、エネルギー・原子力政策懇談会の会長。

### 政治家として
1998年、当時の総理だった橋本龍太郎に請われて第18回参議院選挙に自民党から立候補する。比例代表名簿1位に登載され、当選した。自民党がこの選挙で大敗、橋本が敗北の責任を取って退陣した後、後任の小渕恵三から小渕内閣の文部大臣に抜擢され、続く第1次改造内閣でも文部大臣に留任した上で科学技術庁長官も兼摂した（1999年10月の内閣再改造で退任）。
中央教育審議会会長在籍時に独自の「ゆとり教育論」を展開したが、官僚により別解釈に用いられた。提唱した教育論は、指導要領の増えすぎた科目を融合させること。例えば世界史と日本史を一元的に学ぶことや数学の言葉を英語で学ぶことにより知識の壁を取り払い、また科目の増加傾向を避け、応用力をつけさせることが重要と述べている。また、日本人の若者の学力は低下しているわけではないことを各地で行われる講演会で説明している。
2004年の国立大学の法人化（大学改革）を主導した。失敗だったと晩年回顧している。
2004年の第20回参議院選挙には立候補せず、参議院議員1期・6年で政界からは引退した。この決定は自民党の「比例73歳定年制度」によるものだった（この選挙の時点で既に73歳に達していた）。

### 俳人として
1945年より作句。1946年に「ホトトギス」に初入選。東大に入学した1950年に「夏草」に入会し、山口青邨に師事。また東大ホトトギス会にも入会。1953年「夏草」同人。高橋沐石らと「子午線」を創刊。1990年「天為」を創刊・主宰。東大俳句会の指導も行う。2006年より12年まで蛇笏賞選者。俳人協会顧問、全国俳誌協会顧問、国際俳句交流協会会長、東京都俳句連盟会長。
「初夏に開く郵便切手ほどの窓」「草餅を焼く天平の色に焼く」など、第一句集『母国』（1972年）収録の初期の句は、モダニズムを超克する意識から日常の中に超現実的なイメージを探し求める傾向があったが、海外滞在、出張の経験から第二句集『知命』（1982年）の頃に優れた海外詠を多く作るようになる。「露を置く野のキリストの足の釘」「日向ぼこ大王よそこどきたまへ」など、生活体験ばかりでなく神話や聖書、古代史を踏まえた作も多い。その後「あかねさす近江の国の飾臼」を巻頭に置く第三句集『天為』（1987年）で伝統回帰の傾向を強めた。以降の句集に『耳順』『立志』『不稀』『分光』『鵬翼』『流轉』『黙示』などがある。
1987年『天為』で第27回俳人協会賞、2004年『不稀』で第7回加藤郁乎賞、2007年『分光』で第3回詩歌句大賞、2012年『流轉』で第28回詩歌文学館賞受賞。また2005年12月22日には東大本郷校舎構内の三四郎池畔に山口青邨句碑と並んで建立された。2018年『黙示』で蛇笏賞
山梨県南都留郡山中湖村が主宰する俳壇の選者を務めていた縁で「山中湖村民歌」の作詞を行った。
妻の有馬ひろこも俳人であり、1929年に東京に生まれ、深川正一郎に学び、山口青邨に師事。夫と共に「天為」を主宰している。

### その他
幼少期から旧制中学卒業まで静岡県浜松市在住だったことから、浜松市の親善大使『浜松やらまいか大使』20人の一人として2005年10月より就任。
東大総長選では、もう一人の候補（本間長世教養学部教授）と同票数となり、くじ引きで当選した。
行政や政治などの、物理学と無縁のことをやり、物理学に専念しなかったことを後悔している。後悔の理由はノーベル賞をもらえていないことであるという（2005年10月24日（月）日経朝刊内コラム「私の苦笑い」）。

## 経歴
- 1930年9月 大阪府[1]住吉区に父、有馬丈二（俳号、石丈）、母、籌子（かずこ）の長男として生まれる。両親ともに俳人。母籌子は青木月斗が創刊した「同人」の主宰も務めた。
- 1946年1月　父丈二死去。
- 1948年3月 静岡県立浜松第一中学校（現・静岡県立浜松北高等学校）四年修了
- 1950年3月 旧制武蔵高等学校卒業
- 1953年3月 東京大学理学部物理学科（旧制）卒業
- 1953年4月 東京大学理学部大学院（旧制）入学
- 1956年4月 東京大学原子核研究所助手
- 1959年9月 アメリカアルゴンヌ国立研究所研究員[4]。
- 1958年8月 東京大学理学博士「2S1/2及び1d3/2殻の原子核の結合エネルギーと低エネルギーの励起状態」
- 1959年10月 東京大学理学部講師
- 1964年 東京大学理学部助教授
- 1967年 ラトガース大学客員教授
- 1971年 ニューヨーク州立大学ストーニーブルック校教授（1973年まで）
- 1975年 東京大学理学部教授
- 1981年 東京大学大型計算機センター長（1985年まで）
- 1985年4月 東京大学理学部長（1987年3月まで）
- 1987年 東京大学総長特別補佐
- 1989年 東京大学総長（1993年3月まで）
- 1993年3月 退官
- 1993年4月 法政大学教授
- 1993年10月 理化学研究所理事長（1998年5月まで）
- 1995年 中央教育審議会会長（1998年まで）
- 1998年 参議院議員（2004年7月25日まで）、文部大臣（1999年10月まで）
- 1999年 科学技術庁長官兼務（1999年10月まで）（文部省と科学技術庁の統合による文部科学省設置に備えるため）
- 2000年6月 財団法人日本科学技術振興財団会長
- 2004年7月 - 科学技術館館長
- 2005年9月 - 沖縄科学技術研究基盤整備機構運営委員（2011年10月まで）
- 2006年 - 武蔵学園（武蔵中学校・高等学校、武蔵大学）学園長
- 2009年9月 - 沖縄科学技術大学院大学学園設立委員（2011年10月まで）
- 2011年11月 - 沖縄科学技術大学院大学学園理事会副議長
- 2011年11月 - 沖縄科学技術大学院大学学園評議員
- 2020年12月6日 - 心不全のため、東京都世田谷区の自宅で死去した。90歳没[5][6]。死没日付をもって正三位に叙される[7]。

### その他役職
- 財団法人学生サポートセンター理事
- 特定非営利活動法人日中産学官交流機構最高顧問
- 財団法人才能開発教育研究財団理事
- 財団法人日本宇宙少年団顧問
- 国立大学マネジメント研究会顧問
- 財団法人日蘭学会理事長
- 特定非営利活動法人デジタルコミュニティズ推進協議会理事長
- 財団法人岡崎嘉平太国際奨学財団評議員
- 財団法人大河内記念会顧問
- 国際研修システム開発協議会会長
- 財団法人東洋文庫評議員
- 財団法人東レ科学振興会評議員
- 国際俳句交流協会会長
- 特定非営利活動法人日本教育カウンセラー協会顧問
- 特定非営利活動法人日ロ交流協会会長
- 社団法人俳人協会顧問
- 財団法人三菱財団評議員
- 科学技術政策研究所顧問
- 野外文化教育学会顧問
- 全国俳誌協会顧問
- 日本生命保険取締役
- 社団法人文教施設協会会長
- 社団法人日本アイソトープ協会会長
- NPO法人ネットジャーナリスト協会会長
- 社団法人東京都俳句連盟会長
  - 「地球を考える会」（ネットジャーナリスト協会分科会）座長
- 日本物理学会会長（第37期：1981年9月1日-1982年8月31日）
- 社会福祉法人恩賜財団済生会会長
- 東京大学同窓会連合会（現東京大学地域同窓会連合会）会長（2012年4月～2020年12月）

## 受賞歴
- 1978年 仁科記念賞
- 1987年 フンボルト賞、俳人協会賞（句集『天為』）
- 1990年 フランクリン・インスティテュート・ウエザリル・メダル（アメリカ）、ドイツ連邦共和国功労勲章（大功労従事賞）
- 1993年 日本学士院賞、トム・W・ボナー原子核物理学賞（アメリカ物理学会）
- 1998年 レジオン・ドヌール勲章
- 2002年 大英帝国勲章（KBE)
- 2004年 文化功労者、旭日大綬章、加藤郁乎賞（句集『不稀』）
- 2007年 詩歌句大賞（句集『分光』）
- 2010年 文化勲章[8]
- 2012年 詩歌文学館賞（句集『流轉』）[9]
- 2017年 名誉都民[10]
- 2018年 毎日芸術賞[11]、蛇笏賞（句集『黙示』）[12]
- 2021年 正三位

## 著書
物理学関係
- 『原子と原子核 量子力学の世界』朝倉書店〈基礎の物理〉、1982年
- 『量子力学』朝倉書店〈朝倉現代物理学講座〉、1994年
- 『物理学は何をめざしているのか』筑摩書房〈ちくまプリマーブックス〉、1995年
- 『大学貧乏物語』東京大学出版会,1996

俳句関係・随筆
- 『母国』春日書房、1972年
- 『知命』牧羊杜、1982年
- 『有馬朗人集』俳人協会〈自註現代俳句シリーズ〉、1984年
- 『天為』富士見書房、1987年（第27回俳人協会賞）
- 『有馬朗人 自選三百句』春陽堂書店〈俳句文庫〉、1993年
- 『耳順』角川書店、1993年
- 『立志』角川書店、1998年
- 『有馬朗人 花神コレクション』花神社、2002年
- 『現代俳句の一飛跡』深夜叢書社、2003年
- 『不稀』角川書店、2004年（第7回加藤郁乎賞）
- 『分光』角川学芸出版、2007年（第3回詩歌句大賞）
- 『鵬翼 四海同仁』ふらんす堂、2009年
- 『流轉』角川書店、2012年（第28回詩歌文学館賞）
- 『ゆっくり行こう』ふらんす堂文庫 2015
- 『黙示』KADOKAWA、2017年（第59回毎日芸術賞、第52回蛇笏賞）

### 共編著
- 『角運動量保存則』大槻義彦共著、共立出版〈物理学one point〉、1991年
- 『基礎物理学』編 学術図書出版社、1991年
- 『複素関数論 物理のための数学入門』神部勉共著、共立出版、1991年
- 『科学はやっぱりおもしろい 夏休み中学生科学実験教室』佐藤次郎共編著、丸善、1995年
- 『21世紀のパワー 教育か破局か･･･』岸川俊明共編著、現代工学社、1999年
- 「一句」シリーズ 宇多喜代子,中原道夫,星野椿,三重県俳句協会共編

空の一句 角川書店 2001
遊の一句 角川書店 2002
水の一句 角川学芸出版 2003
風の一句 角川学芸出版 2004
音の一句 角川学芸出版 2005
木の一句 角川学芸出版 2006
山の一句 角川学芸出版 2007
光の一句 角川学芸出版 2008
火の一句 俳句のくにから 角川学芸出版 2009
国の一句 俳句のくにから 角川学芸出版 2010
人の一句 俳句のくにから 角川学芸出版 2011

## 翻訳
- A.ボーア, B.R.モッテルソン 『原子核構造』1-2、共訳、講談社、1979-80年
- C.H.マックギラフィ 『エッシャー<シンメトリーの世界>』サイエンス社〈サイエンス叢書〉、1980年
- P.A.M.ディラック 『現代物理学講義』松瀬丈浩共訳、培風館、1985年
- J.P.キリンベック 『パーソナルコンピュータによる量子力学』川合敏雄共訳、サイエンス社、1985年

## テレビ出演
- 俳句王国（NHK BS2）
他の俳人と交替で随時「主宰」として出演。